# Kerstin Behrendtz
Clary Kerstin Margareta Behrendtz, under en tid Behrendtz Samuelsson, född 18 augusti 1950 i Danderyds församling i Stockholms län, död 28 mars 2020 i Sankt Görans distrikt i Stockholm, var en svensk musikproducent och programledare. Hon var verksam som musikredaktör vid Sveriges Radio där hon gjorde urvalet av låtar som spelas i en rad olika program, bland dem Radiosporten. Den 31 augusti 2017 gick hon i pension.
Hon satt med i urvalsjuryn inför Melodifestivalen 2014.
Behrendtz var mellan 1972 och 1977 gift med regissören Thomas Samuelsson (född 1946), med vilken hon fick sonen Joacim (född 1972) och dottern Emma (född 1974). Behrendtz avled 69 år gammal till följd av covid-19. Hon är begravd på Danderyds kyrkogård.

### Webbkällor
- Kerstin Behrendtz finns på riktigt Sveriges Radio P4 Östergötland 22 oktober 2012.
- Kerstin Behrendtz på Svensk Mediedatabas
- Kerstin Behrendtz på Linkedin